# الشحزي (بني سعد)

تعديل مصدري - تعديل

الشحزي هي إحدى قرى عزلة الطويل بمديرية بني سعد التابعة لمحافظة المحويت، بلغ تعداد سكانها 601 نسمة حسب تعداد اليمن لعام 2004.